# Variabilă aleatorie
O variabilă aleatorie este un concept referitor la studiul matematic (cantitativ) al unui fenomen aleatoriu (întâmplător).

## Variabile aleatorii simple. Repartiții discrete.

### Noțiunea de variabilă aleatorie
Pentru studiul matematic al unui fenomen aleator este necesar ca descrierea să aibă o expresie cantitativă, analizabilă cu un aparat matematic adecvat. Se ajunge astfel la o nouă noțiune, deosebit de importantă în teoria probabilităților - variabilă aleatorie - și la studiul ei probabilistic, care este expresia matematică a însăși legii fenomenului aleator de la care se pleacă.
Iată două exemple bazate pe experiențe aleatorii foarte simple: 
- Exemplul 1: Dintr-o urnă care conține același număr de bile albe și negre se extrag trei bile, după principiul bilei revenite. Câte bile albe pot apărea?
- Exemplul 2: Două persoane joacă un joc descris de următoarea regulă: se aruncă două zaruri numerotate obișnuit, de la 1 la 6, fiecare. Dacă suma numerelor apărute pe cele două zaruri este mai mică sau egală cu 5, prima persoană primește un punct, dacă suma este 6,7 sau 8 nu primește nici un punct, iar dacă suma este mai mare sau egală cu 9, pierde un punct (primește -1 puncte). Câte puncte poate primi prima persoană după o aruncare a zarurilor?

Răspunsurile la cele două întrebări se exprimă prin numere. Totodată, trebuie să se țină seama de faptul că răspunsurile sunt condiționate de rezultatele experiențelor respective. Și, cum acestea au un caracter aleator, aceeași caracteristică o va avea și răspunsul dat fiecăreia din cele două întrebări.
S-a asociat, deci, fiecărei experiențe o mărime numerică care nu are un caracter constant ci variază după o anumită lege întâmplătoare. Pentru o mai bună înțelegere  se examinează cele două exemple în detaliu.
Pentru asta se notează cu X numărul de bile albe ce pot apărea la o realizare a experienței din exemplul 1 și cu Y numărul de puncte ce revin primei persoane, în urma realizării experimentului de la exemplul 2.
Pentru exemplul 1, se notează cu a apariția unei bile albe și cu b apariția unei bile negre, o succesiune de trei litere de acest tip indicând o realizare a experienței, după cum urmează:
| Spațiul de selecție | numărul X de bile albe |
| ------------------- | ---------------------- |
| e1: aaa             | 3                      |
| e2: aab             | 2                      |
| e3: aba             | 2                      |
| e4: baa             | 2                      |
| e5: abb             | 1                      |
| e6: bab             | 1                      |
| e7: bba             | 1                      |
| e8: bbb             | 0                      |

Pentru exemplul 2, fiecare eveniment este exprimat prin perechea de numere apărute pe fețele celor două zaruri:
| spațiul de selecție | suma punctelor de pe zaruri | valorile lui Y | spațiul de selecție | suma punctelor de pe zaruri | valorile lui Y |
| ------------------- | --------------------------- | -------------- | ------------------- | --------------------------- | -------------- |
| e1:(1,1)            | 2                           | 1              | e19:(4,1)           | 5                           | 1              |
| e2:(1,2)            | 3                           | 1              | e20:(4,2)           | 6                           | 0              |
| e3:(1,3)            | 4                           | 1              | e21:(4,3)           | 7                           | 0              |
| e4:(1,4)            | 5                           | 1              | e22:(4,4)           | 8                           | 0              |
| e5:(1,5)            | 6                           | 0              | e23:(4,5)           | 9                           | −1             |
| e6:(1,6)            | 7                           | 0              | e24:(4,6)           | 10                          | − 1            |
| e7:(2,1)            | 3                           | 1              | e25:(5,1)           | 6                           | 0              |
| e8:(2,2)            | 4                           | 1              | e26:(5,2)           | 7                           | 0              |
| e9:(2,3)            | 5                           | 1              | e27:(5,3)           | 8                           | 0              |
| e10:(2,4)           | 6                           | 0              | e28:(5,4)           | 9                           | −1             |
| e11:(2,5)           | 7                           | 0              | e29:(5,5)           | 10                          | −1             |
| e12:(2,6)           | 8                           | 0              | e30:(5,6)           | 11                          | −1             |
| e13:(3,1)           | 4                           | 1              | e31:(6,1)           | 7                           | 0              |
| e14:(3,2)           | 5                           | 1              | e32:(6,2)           | 8                           | 0              |
| e15:(3,3)           | 6                           | 0              | e33:(6,3)           | 9                           | −1             |
| e16:(3,4)           | 7                           | 0              | e34:(6,4)           | 10                          | −1             |
| e17:(3,5)           | 8                           | 0              | e35:(6,5)           | 11                          | −1             |
| e18:(3,6)           | 9                           | −1             | e36:(6,6)           | 12                          | −1             |

Cele două tabele pun în evidență o corespondență între elementele spațiului de selecție (mulțimea evenimentelor elementare) și valorile numerice ale lui X, respectiv, Y. Aceasta corespunde definiției matematice a variabilei aleatorii.
Este numită variabilă aleatorie, o aplicație (funcție) care asociază fiecărui element al spațiului de selecție (eveniment elementar), un număr real.
De fapt, dacă discuția se referă la modelul matematic asociat fenomenului aleator, o variabilă aleatorie este o funcție al cărui domeniu de definiție este mulțimea totală E, valorile sale fiind în mulțimea numerelor reale R.
Există o diferențiere pe tipuri a variabilelor aleatorii în funcție de proprietățile mulțimilor de valori.
Prin urmare dacă mulțimea valorilor unei variabile aleatorii X este o mulțime discretă de numere reale, variabila aleatorie se va numi de tip discret.
O variabilă aleatorie simplă are un numar finit de valori.
Dacă mulțimea valorilor unei variabile aleatorii este o parte continuă a lui R, atunci variabila se numește de tip continuu. 
Variabila aleatorie X din exemplul 1 este o variabilă aleatorie simplă, având patru valori posibile: 0, 1, 2, 3. Se poate observa, că lui X îi sunt atribuite anumite valori în urma mai multor realizări diferite ale experienței.

### Repartiția unei variabile aleatorii
Caracterul aleatoriu al unei variabile aleatorii este scos în evidență de corespondența dintre valorile posibile ale variabilei aleatorii și evenimentele desfacerii. Dar cum variabila aleatorie este o funcție cu valori reale putem nota pentru exemplul 1 că
rezultă,
Fie X o variabilă aleatorie simplă și x1, x2,x3, … , xn valorile ei posibile. Definim evenimentul Ai ca reuniunea tuturor evenimentelor elementare cărora li se asociază un număr real xi prin aplicația X.
Avem că P(X=xi)=P(Ai), i=1,2,…,n
Fie f(xi)=P(X=xi).
Mulțimea perechilor ordonate (xi,f(xi)), i=1,2, … ,n, definește repartiției variabilei aleatorii simple X.
Funcția f definită pe {x1, x2,x3, … , xn} ale cărei valori f(x1), f(x2), … ,f(xn), sunt cuprinse între 0 și 1 poartă numele de funcția de frecvență a lui X.
Repartiția unei variabile aleatorii simple se prezintă sub forma unui tabel astfel:

### Funcția de repartiție
Fie X o variabilă aleatorie. Pentru fiecare număr real x avem F(x) probabilitatea cu care X ia valori mai mici decât x.
Funcția reală F definită prin această egalitate se numește funcția de repartiție a variabilei aleatorii X
Fie X o variabilă aleatorie simplă având repartiția : 
Toate valorile posibile ale lui X sunt cele n numere reale x1, x2, … ,xn, prin urmare
deci, funcția de repartiție în punctul x este egală cu suma probabilităților valorilor situate la stânga lui x.